# Susana Baca
Susana Esther Baca de la Colina, née le 24 mai 1944 à Lima au Pérou, est une chanteuse et compositrice péruvienne. Icône de la musique afro péruvienne, elle chante l'histoire méconnue des Africains amenés comme esclaves au Pérou. Elle a également été ministre de la Culture de son pays.

## Biographie
Née dans le district de Chorrillos à Lima, Susana Baca est la cousine des musiciens Caitro Soto et Ronaldo Campos.
Avec son mari, le musicologue bolivien Ricardo Pereyra, elle collecte les musiques et les chants afro-péruviens et fonde l’Institut Negro continuo en 1992.
En 2002, elle remporte le Latin Grammy Award pour son album Lamento Negro.
En 2010, elle collabore dans la chanson Latinoamérica de Calle 13, qui reprend de nombreux thèmes culturels latinoaméricains. Cette chanson obtient deux Latin Grammy Awards l'année suivante.
De juillet à décembre 2011, elle sera brièvement nommée ministre de la Culture du Pérou, dans le gouvernement  d’Ollanta Humala. Elle déclare à cette occasion : « Je crois que je suis la première ministre noire de l’histoire du Pérou. » mais aussi, quelques années plus tard : « Il disait que j’étais la ministre de l’inclusion sociale, mais cette pensée n’a pas duré longtemps chez le señor Humala. Je ne regrette pas d’avoir accepté. J’ai fait tout ce que j’ai pu dans le très court temps où je suis restée et je garde toujours la fierté d’avoir pu servir mon pays »
En novembre 2011, elle est élue présidente de la commission pour la Culture de l’Organisation des États américains pour la période 2011-2013.
Pour autant, elle continue à enregistrer des albums consacrés à la culture afro-péruvienne ou aux poètes latino-américains, comme en 2021, à 77 ans, Palabras urgentes (« paroles urgentes »).

## Discographie
- Color de Rosa Poesía y Canto Negro (1987)
- Vestida de Vida, Canto Negro de las Américas! (1991)
- Fuego y Agua (1992)
- Susana Baca (1997)
- Eco de Sombras (2000)
- Lamento Negro (2001)
- Espíritu Vivo (2002)
- Lo Mejor de Susana Baca (2004)
- Travesías (2006)
- Seis Poemas (2009)
- Afrodiaspora 2011 (2011)
- A Capella: Grabado en Casa Durante la Cuarentena (2020)
- Palabras urgentes (2021)